# トレイシー・スプリンター失踪事件
トレイシー・スプリンター失踪事件は、2016年8月ごろにドイツ系南アフリカ人の作家、著作家であるトレイシー・スプリンター（1971年10月18日 - ）がスイスで失踪した事件である。

## 氏の経歴
1971年10月28日、南アフリカ共和国のケープタウンに生まれ、1997年にドイツの市民権を取得した。1999年にはドイツのワイマールで開催された詩の朗読大会にハンブルク代表として出場し決勝に進出し優勝した。2009年には『欧州のモダニズムと米国のモダニズム』の文芸批評『大西洋の横断モダニズム』の出版に向けての言語指導を行なった。作家として活動する同氏の作品は英語、ドイツ語、アフリカーンス語で書かれた。

## 失踪
2016年8月、スイスでグラウビュンデン州のヴァルスで行方不明となった。宿泊していたホテルで衣服の入ったスーツケースやリュックサック、ノートパソコンやカメラなどのほか、書類などの私物が残されていた。2017年時点で行方は判明していない。